# Vransko jezero i Jasen
Das FFH-Gebiet Vransko jezero i Jasen liegt auf dem Gebiet der Gemeinden Pakoštane, Benkovac, Stankovci, Tisno und Pirovac in den Gespanschaften Zadar und Šibenik-Knin im Südwesten Kroatiens. Das etwa 60 km² große Schutzgebiet umfasst den Vraner See und dessen Umland. 
Der Vraner See ist ein Karstsee und der größte See Kroatiens. Geomorphologisch handelt es sich um eine Kryptodepression. Sein Wasser ist brackig. Der See ist von einem schmalen Saum aus durch regelmäßige Überschwemmungen beeinflussten Feuchtbiotopen und Nasswiesen umgeben, in dem unter anderem die endemische Illyrische Schwertlilie (Iris illyrica) vorkommt.
Es ist nahezu deckungsgleich mit dem Naturpark Vransko jezero. Das gleichnamige europäische Vogelschutzgebiet ist flächenidentisch. Das Gebiet grenzt im Nordosten an das FFH- und Vogelschutzgebiet Ravni kotari.

## Schutzzweck
Folgende Lebensraumtypen nach Anhang I der FFH-Richtlinie sind für das Gebiet gemeldet:
| EU Code | * | Lebensraumtyp (offizielle Bezeichnung)                                                     | Fläche [ha] |
| ------- | - | ------------------------------------------------------------------------------------------ | ----------- |
| 3140    |   | Oligo- bis mesotrophe kalkhaltige Gewässer mit benthischer Vegetation aus Armleuchteralgen |             |
| 3170    | * | Temporäre mediterrane Flachgewässer                                                        |             |
| 5210    |   | Baumförmige Matorrals mit Juniperus spp.                                                   |             |
| 6220    | * | Thermo-mediterrane Gebüschformationen und Vorwüsten (sonstige Gesellschaften)              |             |
| 62A0    |   | Östliche sub-mediterrane Trockenrasen (Scorzoneratalia villosae)                           |             |
| 6420    |   | Mediterranes Feuchtgrünland mit Hochstauden des Molinio-Holoschoenion                      |             |
| 6440    |   | Brenndolden-Auenwiesen (Cnidion dubii)                                                     |             |

### Arteninventar
Folgende Arten von gemeinschaftlichem Interesse sind für das Gebiet gemeldet:
| Bild                        | EU Code | * | Art                         | wissenschaftlicher Name   | Artengruppe           |
| --------------------------- | ------- | - | --------------------------- | ------------------------- | --------------------- |
| Zierliche Tellerschnecke    | 4056    |   | Zierliche Tellerschnecke    | Anisus vorticulus         | Schnecken             |
| Leopardnatter               | 1279    |   | Vierstreifennatter          | Elaphe quatuorlineata     | Reptilien             |
| Lagunengrundel              | 1155    |   | Lagunengrundel              | Knipowitschia panizzae    | Fische und Rundmäuler |
| Seedrache                   | 1043    |   | Seedrache                   | Lindenia tetraphylla      | Insekten              |
| Große Hufeisennase          | 1304    |   | Große Hufeisennase          | Rhinolophus ferrumequinum | Säugetiere            |
| Amethyst-Blaustern          | 4101    |   | Amethyst-Blaustern          | Scilla litardierei        | Pflanzen              |
| Griechische Landschildkröte | 1217    |   | Griechische Landschildkröte | Testudo hermanni          | Reptilien             |